# Plasticità intrinseca
La plasticità intrinseca o non-sinaptica è una forma di plasticità neuronale (insieme alla plasticità sinaptica relativa all'efficienza di trasmissione sinaptica alla plasticità strutturale relativa alla loro struttura assonale o dendritica e alla neurogenesi capace di introdurre nuovi elementi neuronali in un circuito), quindi di capacità dei neuroni di modificare la loro funzionalità, che risiede in cambiamenti attività-dipendenti delle proprietà intrinseche di eccitabilità dei neuroni. La plasticità intrinseca contribuisce a condificare memorie insieme ad altre forme di plasticità, come la plasticità sinaptica